# تاديوش رايخشتاين
تاديوش رايخشتاين (Tadeusz Reichstein) ـ (20 يوليو 1897 ـ 1 أغسطس 1996) كيميائي سويسري من أصل بولندي، تقاسم  جائزة نوبل في الطب أو علم وظائف الأعضاء لعام 1950 مع الأمريكيين فيليب هنش وإدوارد كندال «لاكتشافاتهم المتعلقة بهرمونات القشرة الكظرية وتركيبها وآثارها الحيوية» التي أثمرت عن عزل هرمون الكورتيزون.
ولد رايخشتاين لأسرة يهودية في فيسوافيك ببولندا، وقضى طفولته المبكرة في كييف، حيث كان والده يعمل مهندساً، ثم التحق بالتعليم في مدرسة داخلية في يينا بألمانيا.
نجح رايخشتاين سنة 1933 (أثناء عمله في زيورخ بسويسرا) في تخليق فيتامين ج (حمض الأسكوربيك)، وذلك بمعزل عن السير نورمان هاورث الذي اكتشفه في المملكة المتحدة في نفس الوقت تقريباً، وتعرف العملية التي استخدمها لتخليق فيتامين ج حالياً بعملية رايخشتاين.
حصل رايخشتاين أيضاً على وسام كوبلي سنة 1968 «تقديراً لأبحاثه المميزة عن كيمياء فيتامين ج ولأبحاثه الموثوقة حول الكورتيزونات».
توفي رايخشتاين في بازل بسويسرا. وما زالت العملية الصناعية الأساسية المستخدمة في تخليق فيتامين ج تعرف باسمه حتى اليوم. كان رايخشتاين يعرف بأنه أطول الفائزين بجائزة نوبل عمراً (إذ عاش أكثر بقليل من 99 عاماً)، ولكن الإيطالية الفائزة بجائزة نوبل في الطب ريتا ليفي مونتالشيني تخطت هذا الرقم سنة 2008 بل وتخطى عمرها المائة.

## وصلات خارجية
- تاديوش رايخشتاين على موقع الموسوعة البريطانية (الإنجليزية)
- تاديوش رايخشتاين على موقع مونزينجر (الألمانية)
- تاديوش رايخشتاين على موقع إن إن دي بي (الإنجليزية)
- تاديوش رايخشتاين: سيرة مختصرة على موقع جائزة نوبل (بالإنجليزية)